# 志賀親度
志賀 親度（しが ちかのり）は、戦国時代から安土桃山時代にかけての武将。大友氏の家臣。北志賀家・志賀親守の子。

## 生涯
志賀氏は、田原氏、詫摩氏と並ぶ大友三家の一角である。のちに北志賀家と南志賀家に分かれ、それぞれ隆盛した。
天文19年（1550年）、二階崩れの変後、父と共に大友義鎮（宗麟）の家督相続に尽力した。その後、父から若くして家督を譲られ、永禄年間から元亀年間において加判衆を務めた。しかし天正6年（1577年）、宗麟の後を継いだ義統と不仲になって対立し、父と共に殺されそうになったが、宗麟の仲介で免れた。
これに恨みを抱いた親度は、薩摩国の島津義久と密かに通じた入田義実の誘いに乗り、天正14年（1586年）島津氏が侵攻（豊薩合戦）すると、南志賀家（志賀鑑隆・鎮隆父子ほか）と共に島津軍に味方することとなる。この戦いで、北志賀家の惣領である子親次はただ一人、大友氏に忠誠を尽くし、居城・岡城を守り抜いたため、大友氏は滅亡から免れることとなる。このため翌年、九州平定が為されると共に南志賀家は滅ぼされ、親度もまた義統によって自害させられた。
なお、義統と不仲になった理由については、主君・義統の愛妾であった「一の対」という女性を奪い取り、囲っていたことが露見し、蟄居させられたため、これを長年恨みに思っていたと『上井覚兼日記』に記されている。また、熱心な仏教徒であり、反キリスト教の人物であったため、子・親次の受洗にも猛反対したもされ、これも義統や大友家へ対しての反逆心の理由となったとされる。